# Tatarskoïe Adaïevo
 (septembre 2023).
Tatarskoïe Adaïevo (en russe : Татарское Адаево) est un village du raïon de Temnikov, en république de Mordovie, en Russie.

## Géographie
Le village se situe à environ 13 kilomètres à l'est du centre du district de la ville de Temnikov.

## Histoire
L'existence du village est mentionnée dès 1614. En 1869, il est considéré comme un village d'État (partie tatare) et propriétaire (partie russe) du district de Krasnoslobodsk, composé de 80 foyers.

## Population
La population permanente compte 90 personnes (96 % Tatars) en 2002, 74 en 2010.